# Hackett (Wisconsin)
Hackett è un comune degli Stati Uniti, situato in Wisconsin, nella Contea di Price.